# Сырой сокет
Сырой сокет (англ. raw socket) — интерфейс программирования приложений (API), разновидность сокетов Беркли, позволяющий собирать TCP/IP-пакеты, контролируя каждый бит заголовка и отправляя в сеть нестандартные пакеты.

## Пример
Создание сокета. Код на языке Си
```
int
 
i32SocketFD
 
=
 
socket
(
PF_INET
,
 
SOCK_RAW
,
 
IPPROTO_RAW
);

```

Код на языке Си в ОС Windows
```
wSocket
 
=
 
WSASocket
(
AF_INET
,
 
SOCK_RAW
,
 
IPPROTO_RAW
,
 
NULL
,
 
0
,
 
0
);

```

## Поддержка
В каждом конкретном случае необходимо проверять, поддерживает ли ОС сырые сокеты.
Приблизительно поддержка отражена в таблице:
| ОС                           | поддержка сырых сокетов                                                                          |
| ---------------------------- | ------------------------------------------------------------------------------------------------ |
| 95, 98, 98SE                 | не поддерживает сырые сокеты (ограниченно поддерживает сырые сокеты для ICMP-протокола);         |
| NT 4.0                       | сырые сокеты ограничены 10 входящими соединениями за 10 минут (может быть исправлено в реестре); |
| W2K                          | полностью поддерживает сырые сокеты;                                                             |
| XP без SP                    | полностью поддерживает сырые сокеты после остановки брандмауэра ("net stop sharedaccess");       |
| XP SP1 без заплатки MS05-019 | поддерживает сырые сокеты так же, как и XP без SP;                                               |
| XP SP1 с заплаткой MS05-019  | блокирует исходящие сырые TCP-сокеты, если брандмауэр запущен                                    |
| XP SP2 без MS05-019          | полностью поддерживает входящие сырые сокеты и частично исходящие;                               |
| XP SP2 с MS05-019            | полностью поддерживает входящие сырые сокеты и некоторые исходящие;                              |
| Vista                        | не поддерживает сырые сокеты (ограниченно поддерживает сырые сокеты для ICMP-протокола);         |
| Win 7                        | ограниченно поддерживает сырые сокеты;                                                           |
| Server 2003                  | полностью поддерживает сырые сокеты после остановки брандмауэра ("net stop alg");                |
| Server 2008                  | полностью поддерживает сырые сокеты после остановки брандмауэра («net stop alg»);                |
| Mac OS X                     | полностью поддерживает сырые сокеты;                                                             |
| Linux                        | полностью поддерживает сырые сокеты;                                                             |
| xBSD                         | полностью поддерживает сырые сокеты;                                                             |